# Leonard T. Gerow
Leonard Townsend Gerow (né le 13 juillet 1888 à Petersburg (Virginie), mort le 12 octobre 1972) est un général quatre étoiles américain. Pendant la Seconde Guerre mondiale, il commanda le 5e corps d'armée américain, puis la quinzième armée américaine et participa au débarquement de Normandie et à la libération de l'Europe qui suivit. Leonard Townsend Gerow est le premier haut gradé américain à faire son entrée à Paris à la libération.
Les relations entre L T Gerow et le général Leclerc, alors placé sous son commandement, étaient notoirement difficiles, L T Gerow s'accomodant mal de ce que Leclerc se considère sous le commandement politique de De Gaulle et non sous le commandement militaire américain.
En janvier 1948, il fut nommé Commandant général de la Seconde armée américaine. Il prit sa retraite en 1950. Il fut nommé général 4 étoiles (general en anglais) par décision du Congrès américain.
Son frère, Lee S. Gerow, militaire également, fut brigadier-général.
Son nom est un dérivé du nom français Giraud.

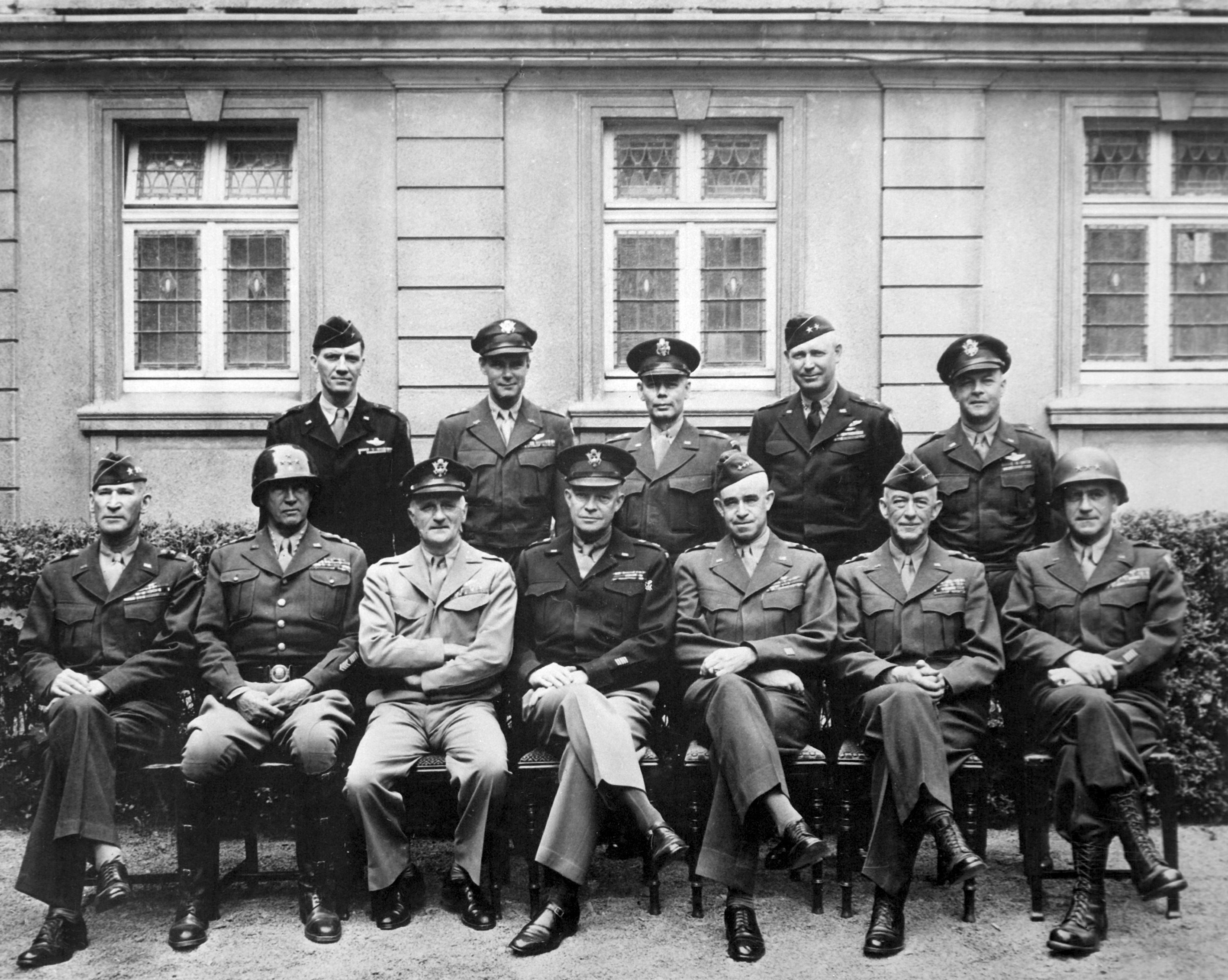
Photo des principaux officiers américains en 1945, le général Gerow est le plus à droite, au 1er rang